# Bagazosis
La bagazosis es una enfermedad profesional inmunológica, encuadrada como una neumonitis por hipersensibilidad, que afecta a los trabajadores de la caña de azúcar.
Se produce por la exposición repetida al bagazo, siendo sus alérgenos el Termoactinomyces sarachi y Termoactinomyces vulgaris.

## Agente causal
El agente causal de la enfermedad son las esporas (que pesan entre 240 y 500 microgramos de peso) producidas por el hongo Thermoactinomyces vulgaris que coloniza el bagazo, que es el residuo del tallo de la caña de azúcar (Saccharum officinarum), y que está compuesto por celulosa, hemicelulosa y lignina.
Este residuo es el producto que queda después de exprimir el jugo de la caña de azúcar.
El bagazo tiene una naturaleza fibrosa y propiedades aislantes por lo que se utiliza como materia prima para la fabricación de papel, madera, materiales aislantes y como combustible en las calderas en el proceso de refinamiento del azúcar.
La bacteria causante pertenece a la familia Thermoactinomycetaceae  la cual presenta la característica de ser termotolerante, es decir que es capaz de crecer a 50 °C e incluso a temperaturas más elevadas. Hay que tener en cuenta que al fermentar los azúcares de la caña de azúcar producen calor (entre 60 y 70 °C) creando un excelente medio de cultivo para su crecimiento.

## Sintomatología
La neumonitis por hipersensibilidad se produce por una reacción antígeno-anticuerpo que tiene lugar cuando entran las esporas al tracto respiratorio.
Las manifestaciones clínicas se basan en fiebre, artromialgias, escalofríos, dificultad respiratoria (disnea) y tos.

## Diagnóstico
Para llevar a cabo el diagnóstico se realizan radiografías, en las cuales se pueden observar un característico pulmón en forma de panal de abejas, infiltrado alveolar difuso, imágenes reticulares e imágenes nodulares.
Otra prueba que se puede realizar es la espirometría ya que la enfermedad cursa con disminución de la capacidad vital y la capacidad pulmonar total.
Es importante identificar la bagazosis para disminuir las complicaciones crónicas como la EPOC (enfermedad pulmonar obstructiva crónica).

## Tratamiento
El tratamiento de la neumonitis por hipersensibilidad se trata con antinflamatorios de tipo esteroideos, pero la eliminación de la exposición al agente causal es suficiente para revertir los síntomas.
Por otro lado, es recomendable el uso de equipos de protección personal y medidas de prevención laboral por parte de la industria para evitar la inhalación de las esporas del moho presentes en el bagazo.

## Población de riesgo
Las personas con mayor factor de riesgo de contraer la neumonitis por hipersensibilidad son los trabajadores de los depósitos de bagazo y almacenes de fábricas de papel y muebles de bagazo.
La población normal no es susceptible a sufrir bagazosis, ya que no tiene exposición directa al agente causal.